# Боков Мустафа Курейшевич
Мустафа Курейшевич Боков (23 серпня 1986, Чечено-Інгушська АРСР — 15 травня 2023, Україна) — російський офіцер, підполковник ЗС РФ. Герой Російської Федерації.

## Біографія
В 2003 році закінчив середню загальноосвітню школу і вступив у Московський ввійськовий інститут (з 2003 року — Московське вище військове командне училище). Після закінчення училища в 2007 році направлений в Північно-Кавказький (з 2010 року — Південний) військовий округ, служив у 18-й окремій мотострілецькій бригаді, яка в 2016 році була переформована на 42-гу мотострілецьку дивізію. Пройшов шлях від командира взводу до командира мотострілецького батальйону 71-го мотострілецького полку своєї дивізії. Учасник анексії Криму. З 24 лютого 2022 року брав участь у вторгненні в Україну, був поранений. Загинув у бою. 18 травня 2023 року був похований в селі Сагопши в Інгушетії.

## Нагороди
Отримав декілька нагород, серед яких:
- Медаль «За військову доблесть» 1-го ступеня
- Медаль «За відзнаку у військовій службі» 3-го ступеня (10 років)
- Орден Мужності
- Медаль «За відвагу» (20 березня 2023)
- Звання «Герой Російської Федерації» (8 липня 2023, посмертно) — «за мужність і героїзм, проявлені під час військового обов'язку.» 31 серпня медаль «Золота зірка» була передана рідним Бокова генералом армії Миколою Панковим.